# Tiago Cravero
Tiago Benjamín Cravero (Córdoba, 3 ottobre 2002) è un calciatore argentino, centrocampista del Belgrano.

## Caratteristiche tecniche
È un centrocampista con caratteristiche difensive.

## Carriera
È cresciuto nel settore giovanile del Belgrano, con cui ha firmato il primo contratto professionistico il 4 novembre 2022. Nel gennaio del 2024 è stato ceduto in prestito al San Miguel ed il 3 febbraio ha debuttato a livello professionistico nell'incontro di Primera B Nacional pareggiato 0-0 contro il Talleres (RdE). Dopo una stagione da titolare ha fatto ritorno a Belgrano dove è stato confermato nella rosa della prima squadra, facendo anche il suo esordio nella prima divisione argentina.

## Statistiche

### Presenze e reti nei club
Statistiche aggiornate al 25 febbraio 2025.
| Stagione        | Squadra         | Campionato      | Campionato | Campionato | Coppe nazionali | Coppe nazionali | Coppe nazionali | Coppe continentali | Coppe continentali | Coppe continentali | Altre coppe | Altre coppe | Altre coppe | Totale | Totale | Totale |
| Stagione        | Squadra         | Comp            | Pres       | Reti       | Comp            | Pres            | Reti            | Comp               | Pres               | Reti               | Comp        | Pres        | Reti        | Pres   | Reti   |        |
| --------------- | --------------- | --------------- | ---------- | ---------- | --------------- | --------------- | --------------- | ------------------ | ------------------ | ------------------ | ----------- | ----------- | ----------- | ------ | ------ | ------ |
| 2024            | San Miguel      | PBN             | 37         | 0          | CA              | 1               | 0               | -                  | -                  | -                  | -           | -           | -           | 38     | 0      |        |
| 2025            | Belgrano        | PD              | 4          | 0          | CA              | 0               | 0               | -                  | -                  | -                  |             | -           | -           | 4      | 0      |        |
| Totale carriera | Totale carriera | Totale carriera | 41         | 0          |                 | 1               | 0               |                    | -                  | -                  |             | -           | -           | 42     | 0      |        |